# Sé Nova
Sé Nova is een plaats (freguesia) in de Portugese gemeente Coimbra en telt 8 295 inwoners (2001).